# Cinysca jullieni
Cinysca jullieni is een slakkensoort uit de familie van de Areneidae. De wetenschappelijke naam van de soort is voor het eerst geldig gepubliceerd in 1969 door Adam & Knudsen.